# مور کاتزیر
مور کاتزیر (انگلیسی: Mor Katzir؛ زاده ۲۳ اوت ۱۹۸۰) یک مانکن است.